# 胡國興2017年香港行政長官選舉活動
胡國興是前截取通訊及監察事務專員、前選舉管理委員會主席，香港著名法官之一，曾任香港高等法院上訴法庭副庭長，現已退任。2016年10月27日，胡國興宣佈將參與2017年香港特別行政區行政長官選舉。
|                  | 心要正，路要正，香港重回正軌 |
| ——胡國興競選口號 |                              |

## 宣布參選
2016年10月，政界突然傳出胡國興有意參選行政長官。而胡國興在退休後，仍繼續為高等法院擔任暫委法官。在宣佈參選的記者會上，胡國興說，他就是等到10月18日完成一切審訊，告別法官身份後，才正式宣佈參選。
胡國興與不少人一樣，打著反對梁振英連任的旗號參選。他認為梁振英不能照顧香港的整體利益，並難以消除香港人的怨憤與社會分化。他亦表明反對8·31決定，提出要在五年內重啟政改，但稱不是要修改「8·31決定」，而是由行政長官向中央提交新的「誠實的報告」以啟動政改程序，令人大常委會可以因應形勢作出新的決定。

## 政綱
胡國興以「正」字代表其政綱，口號是「心要正 路要正 香港重回正軌」 。胡國興的政綱強調首要工作是重啟政改，目標是在未來15年之內，達致真正的雙普選。

### 政制方面
胡國興建議在下一屆（2022年）特首選舉，把現時由1,200人組成的選舉委員會，改為提名委員會，透過擴充選民基礎及調整現時各界別分組，大幅增加提名委員會的合資格選民人數，從現時大約25萬人增加至約100萬人。參選人要由這個更有代表性的提名委員會提名，並由全港市民一人一票普選行政長官。在未來幾屆，提名委員會會繼續擴大合資格選民基礎，在2027年增至約200萬人，2032年增至300多萬人，即相當於香港合資格選民人數，最終達致雙普選。具體建議方面，除了成立包括各大政黨代表的政改諮詢委員會研究細節，亦建議考慮將公司或團體票改為個人票並大幅增加、增加界別分組數目及分拆現有混合組別、剔除欠代表性團體、杜絕一人多票，以及新增例如未有受僱婦女的組別以涵蓋現忽略人士等等。
在具爭議的《基本法》23條立法方面，他指出如果政改可以得到三分二的議員及廣大的市民認可通過，這會對就《基本法》第23條立法提供適當的環境。
此外，在改善行政立法關係方面，他表示他有意邀請各大黨派、不分立場地進入行政會議，以令政府作出重大決策時，會盡力在行政會議尋求共識與支持，使政府施政更暢順。

### 社會方面
對於房屋政策，曾與鄉事派會面的胡國興建議發展棕地，同時與新界鄉議局、丁權持分者商討丁屋長遠政策，研究把丁屋變成高樓層的發展；同時研究把居屋佔公營房屋的比例提升，提供更多折扣。
另政綱建議，劃出「港人首次置業」住宅地，比「港人港地」更進一步，只向沒有物業的港人出售，不能出租，日後只能轉讓至首次置業港人。
勞工權益及退休保障方面，胡國興建議落實，全民退休保障，無需資產審查，申請長者每月可獲2500元退休金。有經濟需要的長者，可獲3500元退休金。
現屆政府仍未就標準工時訂立方向，胡認為，勞工界建議標準工時為每週44小時，未必適合應用於保安、 零售、醫護等行業，建議個別行業和職級將標準工時提高至每週48或50小時，可循序漸進，超時工作「補水」由時薪1.2倍開始實施，措施可先由政府帶頭，讓私人僱主自願跟從，用兩年時間觀察對勞資雙方和個行業的影響，如在市場的成效不彰，即可立法訂定執行機制。
他建議，目前每年12天法定假期，分5年時間，逐步提升全港僱員每年17日公眾假期。

### 教育方面
另外，胡國興政綱提到全港性系統評估（TSA）的實施備受批評，而政府「倉卒檢討」後以「基本能力評估研究計劃」（Basic Competencies Assessment，簡稱 BCA）」名義，趕於2017年5月進行全港性小三BCA，其實只是「換湯不換藥」，對師生及家長的反對聲音充耳不聞，對社會的強烈反對視若無賭。胡國興認為不應強行實施，BCA或TSA對小六及中三的影響亦需要重新評估，以衡量是否有必要保留。  

## 競選活動的發展

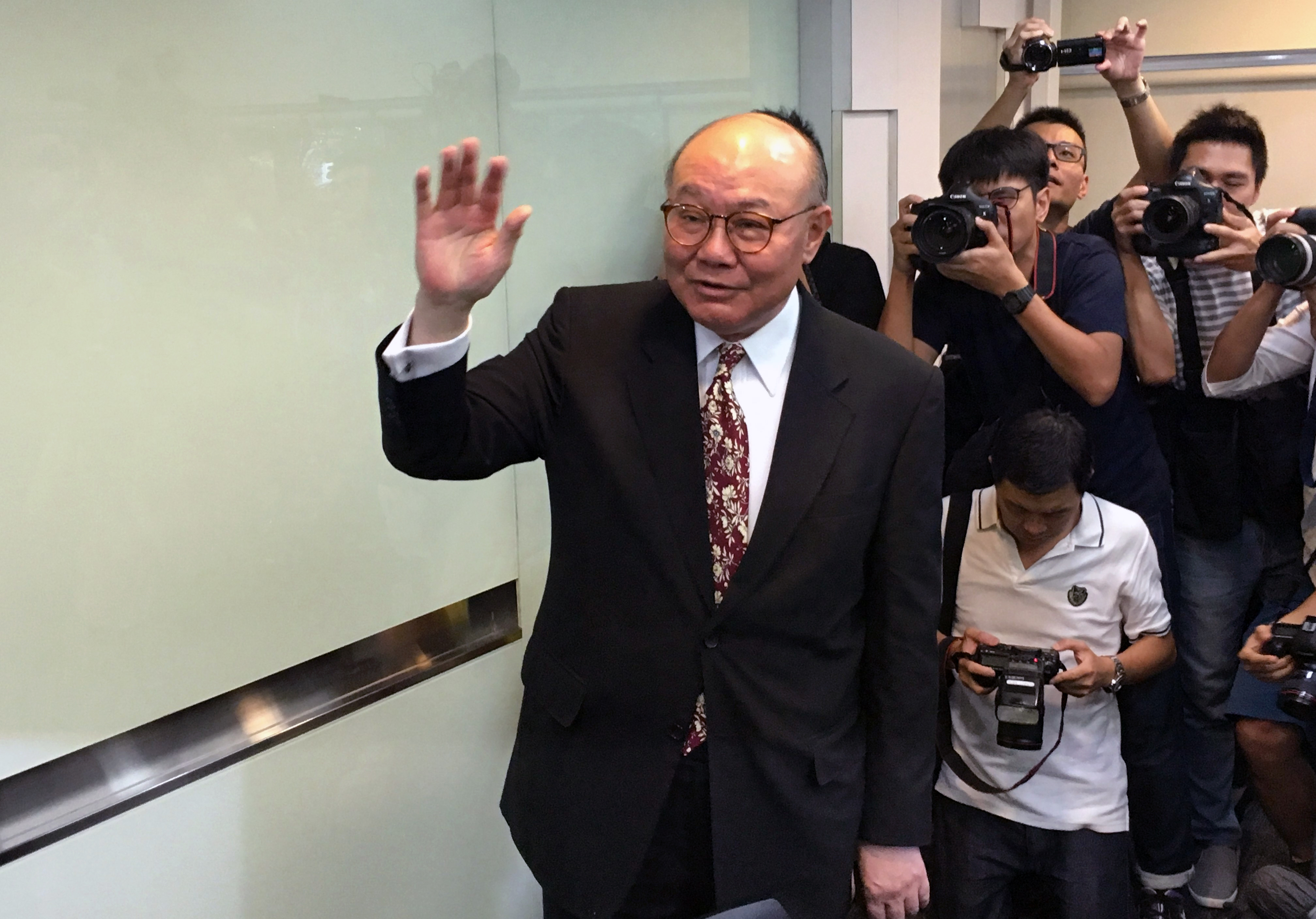
胡國興於2016年10月27日宣布參選行政長官

### 宣布參選行政長官
2016年10月27日，胡國興在灣仔溫莎公爵社會服務大廈宣布參選2017年香港行政長官選舉。胡國興自2016年10月初起開始與民主派及部分開明建制派會面，講解參選原因及理念。消息稱，胡國興稱不滿當下社會撕裂，而當時未見梁振英以外人士表態有意參選，故親自上陣，冀給選民另一個選擇。
他在記者會中批評行政長官梁振英不能照顧香港整體利益，以及不能消除港人的怨憤和社會分化。他亦指出，只要行政長官和政黨取得共識，從而提交一份誠實的報告書，讓中央知道香港新情況，從而作出新決定推動政改，故不存在修改831框架問題，強調中央不會想香港人死。胡認為自己做大律師及法官數十年，對香港社會很了解，亦有經驗及中立的判斷，而其個人的金科玉律就是公平公正、正直誠信、廉潔奉公。他指出他想為香港作出貢獻，建立公平公正及和諧的社會，並爭取共識在未來5年內重啟政改。胡指自己沒政治包袱，有能力紓緩各政黨和團體間的矛盾，為香港帶來新的、健康的局面。
各黨派對他參選的態度有差異，例如工聯會的黃國健質疑胡國興說話輕佻，不是理想的行政長官人選。但民主黨認為胡國興能夠體察民情，但未決定是否支持他。自由黨榮譽主席田北俊在電台節目質疑缺乏行政經驗的胡國興，未必能管治好香港。

### 設立Facebook專頁
2016年11月24日，胡國興競選辦公室設立Facebook專頁。

### 致函習近平闡述參選理念
2016年12月13日，《蘋果日報》報道胡國興曾去信國家領導人、中共總書記習近平，講述參選原因和理念，以及政綱的大方向。胡在信中表明一旦當選，會確保反對聲音亦能在行政會議內反映，批評政府只邀請志同道合人士加入行會的做法，「已經與時代脫節」。胡又指，近年政府用不成熟手段硬推政策，在各方面分化社會，令香港市民不相信、不尊重政府，甚至懷疑中央，亦沒及時紓緩政治分歧和市民憤怒，最終引致2014年發生雨傘革命，令香港和中國關係逐步分裂。

### 公佈政綱
2016年12月14日，胡國興在香港樹仁大學舉辦記者會，正式公佈政綱。胡國興的在政綱一共有47頁，覆蓋政改、行政立法、房屋、醫療、交通等15個議題。
在政治方面，胡國興提出把目前選舉委員會選民逐步提升至全體選民，同時公平處理界別分組的代表性，合理及公平地處理各個界別。他建議把1200名選舉委員會當作提名委員會，將現時大約25萬合資格選民，大幅增加至約100萬，然後逐步遞增至300多萬，即整體選民人數，同時利用擴充的選民基礎，將提名委員會界別合理及公平地重新分配。此外，他認為在政改有共識之前，特區政府不應急於在本地立法落實《基本法》第23條。如果政改可以得到三分之二的議員及廣大的市民認可通過，這會對23條立法提供了適當的環境，可適免內地以附件三的方法把全國性法律如《國家安全法》加諸香港，而屆時香港立法會必定會保護港人所珍惜的核心價值。
在房屋方面，胡國興建議發展棕地，同時與鄉議局、丁權持分者商討丁屋長遠政策，研究把丁屋變成高樓層的發展；同時研究把居屋佔公營房屋的比例提升，提供更多折扣。他還建議劃出土地規定作為「港人首次置業」用途的住宅地，在地契上標明所建樓房只限沒擁有物業的港人用戶購買，不許出租。
在社會方面，胡國興建議將所有汽車隧道注入公營機構上市，回購西隧注入上市公司，藉隧道合收費合理化疏導合交通。而備受關注的全民退休保障議題上，他認為退保無需資產審查，申請長者每月可獲2500元退休金。有經濟需要的長者，可獲3500元退休金。

### 泥頭車撞座駕
2017年1月20日晚上7時許，胡國興乘座駕與女兒及一男一女競選辦職員，由司機駕車打算前往私人宴會，座駕途經灣仔皇后大道東近伊利沙伯體育館對出燈位時，右邊一部泥頭車切線駛至，撞及胡官座駕的右邊車身，兩車車身同告損毀。有陰謀論認為，這是中央政府對胡國興的恐嚇，威逼他退選，惟暫時未有實質證據。

### 批評林鄭月娥捐錢予大陸非法乞丐
2017年1月27日下午，胡國興的競爭對手林鄭月娥到沙田出席落區活動。她在到達排頭村時，她見有一名老婦在街邊行乞，她問婆婆是否香港人，婆婆搖頭否認，林鄭以普通話與她傾談一會，就給她一張500元港幣。事後，胡國興引用香港法例《簡易程序治罪條例》（第228章）第26A條，指出任何人士在公眾地方、街道或水道乞取或收取施捨，均屬犯罪，定罪後可被處罰款500元及監禁（第一或第二次定罪為一個月，而第三次或其後定罪則為12個月）。事件引起市民批評林鄭月娥助長大陸行乞集團在港行騙的行為。

### 張堅庭拍片公開支持胡國興
2017年2月1日，上屆行政長官選舉中支持梁振英，後來因此而道歉，並表示感到後悔的導演張堅庭，今屆公開支持胡國興參選行政長官，大讚胡國興具備法治和廉潔兩大香港核心價值。張堅庭又表示，而胡國興「當官幾十年，為人正直又有同情心，兩者兼備」，加上胡國興為人具幽默感，所以支持胡官擔任下屆行政長官。 

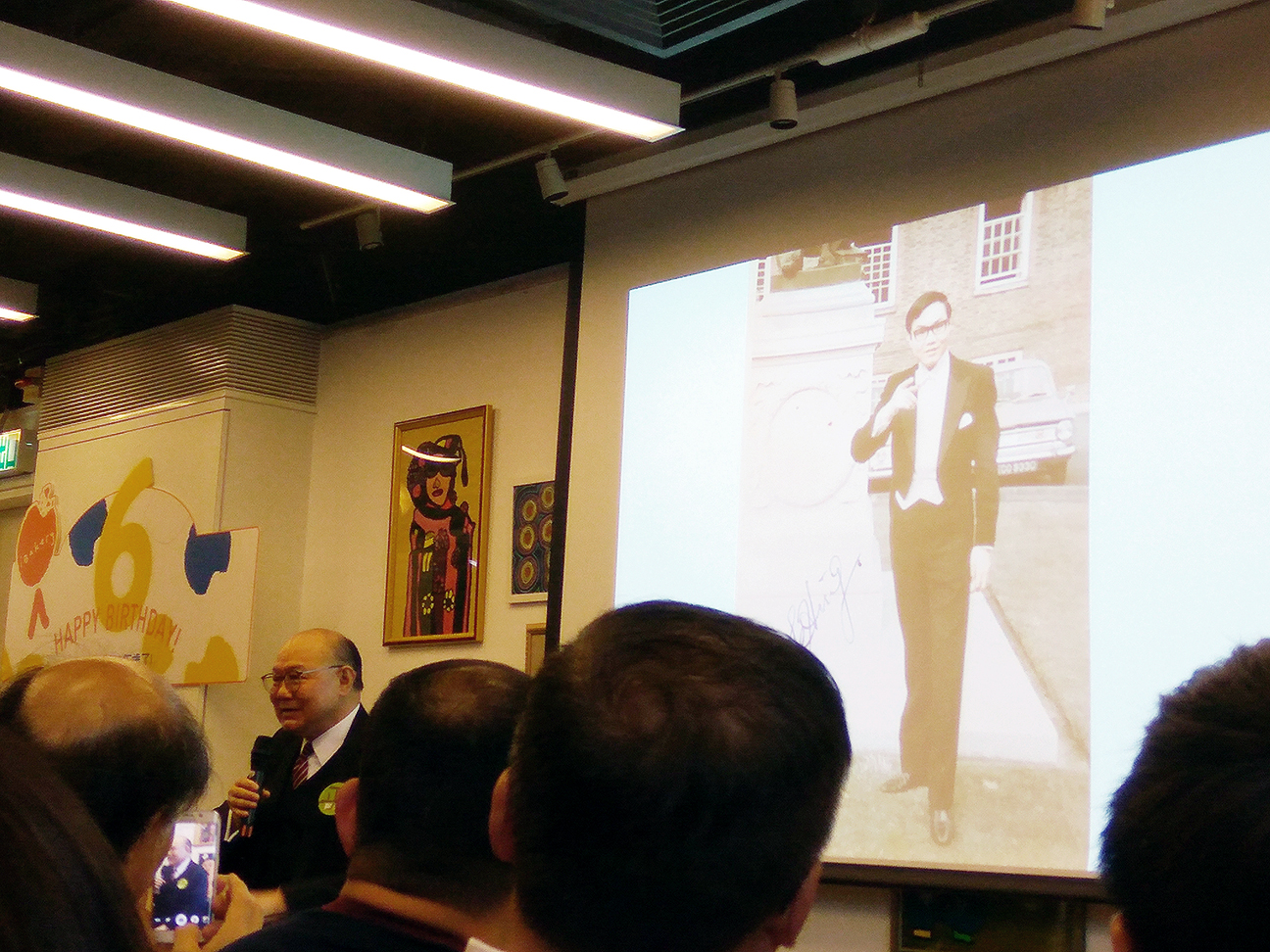
胡國興出席2017年2月3日的「國興會」公開會談活動，與市民暢談個人背景及參選細節

### 舉行公開會談活動與市民交流
2017年2月3日下午，胡國興於金鐘添馬公園愛烘焙餐廳與約80名市民對話，討論政改、全民退休保障和標準工時等議題，亦有在其中談及自己的個人背景等。胡於活動後稱，不擔心要與另一參選人曾俊華爭取非建制派選委的提名票。在活動上，有民主派選委出席交流，包括社會褔利界賴仁彪、衛生服務界吳志傑和醫學界歐耀佳等。其中一個選委吳志傑認為，比較眾參選人，胡國興的政綱較貼近非建制派選委理念；歐耀佳表示胡國興很正氣，所關心的議題與業界相近，個人積極考慮提名予他。

### 倡建公開棕地資料庫
2017年2月4日，胡國興在facebook表示，昨日與工程界選委黎廣德見面談及棕地，他認為要解決棕地問題，最重要是政府掌握的資料能否公開透明，以及是否公平公正有決心地收回棕地重新規劃發展。他表示，如果當選，將會建立公開的棕地資料庫資訊平台，並依法逐步取回棕地發展，杜絕非法霸佔、違法作業破壞環境的棕地。胡國興指，收回的棕地除了興建公屋及居屋，亦會興建港人首置住屋和合作社房屋等不作炒賣的實用住屋，解決港人住屋需要，讓年輕家庭擁有安樂窩，鼓勵他們無後顧之憂下發展事業，共同為推動香港經濟向前而努力。
他稱，年輕人是香港的未來，要讓他們看見曙光，對香港有歸屬感，不單要換人換制度，還需解決房屋問題，將香港重塑為最宜居城市，這樣才能令香港人把根留住不去移民。

### 倡《基本法》22條立法保障「兩制」
2017年2月5日，胡國興更新政綱，提出就《基本法》第22條立法，以確保「港人治港」不受干預及保障「兩制」；立法細節可由他政綱建議設立的政改諮詢委員會研究，同時諮詢公眾，具體建議包括立例規範內地機構及駐港人員不得干預特區根據《基本法》自行管理的事務。政綱的教育、丁屋政策等部份亦有更新。

### 拜訪鄉議局
胡國興將於2017年2月12日與新界鄉議局會面會面。會面後，鄉議局會有決定支持誰人做行政長官。

### 獲大量民主派選委支持
2017年2月14日，選舉提名期正式開始。胡國興於首日只能獲得一張提名票，是四人之中潛在選票最少的候選人。然而，他先後在同日獲會計界選委楊志良確認提名，以及在2月16日獲高等教育界6名選委提名。
民主派選委的意向是影響胡國興能否入閘的關鍵，而媒體則關注他與曾俊華在爭取民主派支持時的角力。《蘋果日報》於2017年2月18日報導，有民主派選委認為，曾俊華民望高過胡國興，但他獲民主派選委支持反而不及胡，主要是大部分泛民選委決定提名時，傾向「頭盔化」，即情願提名政治上較「安全」的胡官，也不願提名曾支持23條立法的曾俊華。在該日，傾向提名胡國興的民主派選委約有90人，比提名曾俊華的多20人。
2017年2月18日，胡國興獲由7個專業界別組成的民主派選委隊伍「民主政綱先決計劃」支持，宣布將第一批46票提名予他，使他的提名票反超越葉劉淑儀及曾俊華，成為當日擁有第二多提名票的候選人。

### 報名參選
2017年2月27日下午，胡國興由競選辦公室團隊陪同到灣仔選舉事務處報名，遞交180個提名。選舉事務處與當晚19時36分透過政府發布簡報，裁定胡國興的候選人資格有效，胡國興正式成為第二個被確認「入閘」的參選人。

## 知名支持人士
- 鄧永鏘爵士，KBE，上海灘和中國會創辦人。[20][21]
- 張堅庭，知名導演，名作包括《表姐你好嘢》。[10]
- 陳志雲，香港商業電台首席智囊。[22]
- 梁家傑，公民黨主席。[23]
- 林作，大律師。[24]
- 黃大鈞，前無綫新聞高級記者兼主播。[25]
- 李慧玲，香港傳媒人，曾在商業電台主持。[26]

## 民意調查
| 調查時期          | 調查來源                             | 樣本數目 | 支持胡國興 | 在所有候選人中的排名 | 備註                                             |
| 2017年            | 2017年                               | 2017年   | 2017年     | 2017年               | 2017年                                           |
| ----------------- | ------------------------------------ | -------- | ---------- | -------------------- | ------------------------------------------------ |
| 3月14日－15日@    | Now新聞/嶺大（页面存档备份，存于）   | 410      | 8.0%       | 3                    |                                                  |
| 3月12日－16日@    | 香港01/港大                          | 1,027    | 8%         | 3                    |                                                  |
| 3月11日－15日@    | 香港01/港大（页面存档备份，存于）    | 1,019    | 8.2%       | 3                    |                                                  |
| 3月10日－14日@    | 香港01/港大（页面存档备份，存于）    | 1,014    | 8.6%       | 3                    |                                                  |
| 3月9日－13日@     | 香港01/港大（页面存档备份，存于）    | 1,014    | 9.3%       | 3                    |                                                  |
| 3月8日－13日      | 南華早報/中大（页面存档备份，存于）  | 1,009    | 10.1%      | 3                    |                                                  |
| 3月8日－12日      | Now新聞/嶺大（页面存档备份，存于）   | 934      | 11.5%      | 3                    |                                                  |
| 3月8日－12日@     | 香港01/港大（页面存档备份，存于）    | 999      | 9.9%       | 3                    |                                                  |
| 3月7日－11日@     | 香港01/港大（页面存档备份，存于）    | 1,005    | 10.9%      | 3                    |                                                  |
| 3月6日－10日@     | 香港01/港大                          | 1,010    | 10.7%      | 3                    |                                                  |
| 3月5日－9日@      | 香港01/港大（页面存档备份，存于）    | 1,008    | 11.3%      | 3                    |                                                  |
| 3月4日－8日@      | 香港01/港大（页面存档备份，存于）    | 1,005    | 12.2%      | 3                    |                                                  |
| 3月3日－7日@      | 香港01/港大（页面存档备份，存于）    | 1,027    | 13.6%      | 3                    |                                                  |
| 3月2日－7日       | 信報/中大（页面存档备份，存于）      | 1,018    | 11.8%      | 3                    |                                                  |
| 3月2日－6日@      | 香港01/港大（页面存档备份，存于）    | 1,027    | 12.4%      | 3                    |                                                  |
| 3月1日－7日       | 未來@香港/嶺大（页面存档备份，存于） | 1,014    | 12.7%      | 3                    |                                                  |
| 3月1日－5日@      | 香港01/港大（页面存档备份，存于）    | 1,027    | 12.3%      | 3                    |                                                  |
| 2月20日－24日     | 明報/港大（页面存档备份，存于）      | 1,007    | 11.9%      | 3                    |                                                  |
| 2月14日－18日     | Now新聞/嶺大（页面存档备份，存于）   | 1,010    | 9.7%       | 3                    | 梁國雄加入為選項，總人數增至五人                 |
| 2月2日－8日       | 南華早報/中大（页面存档备份，存于）  | >1,000   | 8.7%       | 3                    |                                                  |
| 2月1日－4日       | Now新聞/嶺大（页面存档备份，存于）   | 1,023    | 8.7%       | 3                    |                                                  |
| 1月19日－24日     | 明報/港大（页面存档备份，存于）      | 1,006    | 10.1%      | 3                    |                                                  |
| 1月18日－24日     | 信報/中大（页面存档备份，存于）      | 1,036    | 8.1%       | 3                    |                                                  |
| 1月12日－15日     | now新聞/嶺大（页面存档备份，存于）   | 1,103    | 12.0%      | 3                    |                                                  |
| 1月4日－10日      | 南華早報/中大（页面存档备份，存于）  | 1,024    | 12.6%      | 3                    |                                                  |
| 2016年            |                                      |          |            |                      |                                                  |
| 12月16日－20日    | now新聞/嶺大（页面存档备份，存于）   | 1,007    | 11.5%      | 3                    |                                                  |
| 12月12日－16日    | 信報/中大                            | 1,032    | 11.4%      | 3                    |                                                  |
| 12月5日－6日      | 香港01/港大（页面存档备份，存于）    | 516      | 8.4%       | 3                    |                                                  |
| 11月24－29日      | now新聞/嶺大（页面存档备份，存于）   | 1,052    | 9.8%       | 2                    |                                                  |
| 10月28日－11月2日 | now新聞/嶺大（页面存档备份，存于）   | 1,020    | 12.2%      | 2                    |                                                  |
| 10月16日－11月2日 | 信報/中大（页面存档备份，存于）      | 1,005    | 13.5%      | 2                    | 胡國興宣布參選；胡國興加入為選項，總人數增至四人 |

## 外部連結
- 胡國興政綱PDF
- 胡國興競選活動官方網站
- 胡國興競選活動的Facebook專頁